# Hevilift
Hevilift – jedna z czołowych czarterowych linii lotniczych w Papui-Nowej Gwinei z bazą na lotnisku w Mount Hagen. Założona w 1994, początkowo pod nazwą Regional Aviation Group PNG, w tym samym roku rozpoczęła działalność. Zapewnia głównie infrastrukturę do transportu pracowników platform wydobywczych gazu i ropy naftowej.
Flota Hevilift składa się z samolotów ATR 42-320/500 zabierającego do 50 pasażerów i DHC-6-300/400 Twin Otter (do 20 pasażerów i 2 członków załogi), a także śmigłowców Bell 412, Bell 212, Bell 206, Bell 407, Sikorsky 76C+/C++ oraz Mil-8MTV-1.

## Wypadki
6 lipca 2012 lecący z platformy wietrniczej InterOil śmigłowiec Bell 206 rozbił się w pobliżu rzeki Purari zabijając obu pilotów i inżyniera (pasażera). Przyczyną katastrofy był niski pułap chmur i zła widzialność. Załoga nadała komunikat Mayday już 5 minut po starcie. 
20 września 2014 samolot DHC-6-400 Twin Otter o numerze rejestracyjnym P2-KSF lecący z Woitape w trakcie podchodzenia do lądowania zawadził o czubki drzew i rozbił się ok. 12 km na północ od Port Moresby w Papui-Nowej Gwinei. Z dziewięciu osób na pokładzie zginęły cztery, w tym obu członków załogi, pozostałych pięć zostało rannych, w tym jedna ciężko. Przyczyną mogła być zła widzialność i niski pułap chmur – piloci przed zderzeniem wlecieli w chmurę, i nie otrzymali zgody na podejście do lądowania w oparciu o przyrządy.